# Henry of Lexinton
Henry of Lexinton († 8. August 1258 in Nettleton, Lincolnshire) war ein englischer Geistlicher. Ab 1253 war er Bischof von Lincoln.

## Herkunft und Aufstieg als Geistlicher
Henry war ein jüngerer Sohn von Richard of Lexinton und dessen Frau Matilda (auch Maud). Die Familie benannte sich nach Laxton in Nottinghamshire, das früher Lexinton genannt wurde und wo sein Vater, ein Angehöriger der Gentry, Grundbesitz besaß. Ob Henry studierte, ist ungeklärt, er wurde nie als Master bezeichnet und hatte deshalb wohl keinen Abschluss erlangt, doch er soll an einer nicht genannten Hochschule studiert haben. Bereits zwischen 1212 und 1214 hatte er die Einkünfte der Pfarrkirche von Stapleford in Nottinghamshire erhalten. Vor 1237 wurde er Kanoniker in Southwell in Nottinghamshire, dazu wurde er 1241 zum Schatzmeister der Kathedrale von Salisbury ernannt. Dieses Amt gab er 1245 auf, stattdessen wurde er Dekan der Kathedrale von Lincoln.

## Bischof von Lincoln
Am 30. Dezember 1253 wurde Lexinton zum Bischof der Diözese Lincoln gewählt. Da König Heinrich III. sich zu diesem Zeitpunkt in der Gascogne aufhielt, reiste Lexinton nach Südwestfrankreich, wo am 28. März 1254 Erzbischof Bonifatius von Canterbury die Wahl bestätigte. Am 1. April wurden ihm die Temporalien der Diözese übergeben, und nach seiner Rückkehr nach England wurde er am 17. Mai 1254 in Lambeth zum Bischof geweiht. Aus seiner kurzen Amtszeit ist wenig bekannt. 1255 ließ er den Leichnam des angeblich von Juden ermordeten Hugh of Lincoln in der Kathedrale von Lincoln beisetzen, wo das Grab rasch zu einem bedeutenden Pilgerziel wurde.
Während des Parlaments vom Frühjahr 1257 wurde über einen Streit zwischen Lexinton und der Universität Oxford berichtet, doch weder der Inhalt noch der Ausgang des Streits sind überliefert. Nach dem Tod seines Bruders John Anfang 1257 hatte Henry of Lexinton umfangreiche Besitzungen in Nordengland geerbt. Er starb im folgenden Jahr und wurde in der Kathedrale von Lincoln beigesetzt. Seine Erben wurden William of Sutton und Richard of Markham, die Söhne seiner Schwestern Elizabeth und Cecily.